# Basigonia
Basigonia is een geslacht van vlinders uit de familie van de bladrollers (Tortricidae). De wetenschappelijke naam van dit geslacht is voor het eerst voorgesteld door Alexey Diakonoff in een publicatie uit 1983.
Dit geslacht is monotypisch, dat wil zeggen dat het maar één soort heeft namelijk Basigonia anisoscia Diakonoff, 1983 uit tropisch Afrika.